# Burgruine Gleiß
Die Burgruine Gleiß (älteste Schreibweise Gleiss/Gleyss) ist eine abgegangene Höhenburg auf einem Konglomeratfels am rechten Ufer der Ybbs in der Eisenwurzen in Niederösterreich, in der Ortschaft Gleiß der Gemeinde Sonntagberg, 2,4 km nordwestlich vom Hauptort Sonntagberg selbst.

## Geschichte
Gleiß ist der älteste Nachweis einer Besiedelung in der alten Mark Ostarrîchi: 15. Juni 993 schenkte der spätere Kaiser Otto III. einem Sachso „drei königliche Hufen  an dem Orte, wo der Slawe Gluzo zu hausen und zu roden begonnen hatte und der im Volksmund Gluzengisazi (‚Sitz des Gluzo‘, Gleiß) genannt wurde.“ Ein Graf Gero von Seeburg und Gleiß erscheint schon zu Beginn des 12. Jahrhunderts, sein Sohn Wichmann († 1192) war als Erzbischof von Magdeburg und Berater Kaiser Friedrich Barbarossas ein bedeutender Politiker. Dieser vermachte die Herrschaft Gleiß dem Bistum Passau, und Ende des 14. Jahrhunderts kaufte es Heinrich VI. von Walsee-Enns aus dem Geschlecht der Wallseer. 1459 wird Gleiß von Wolfgang V. von Walsee an Georg Gailspecker (von Gallspach) verkauft. Anschließend scheinen die Eitzinger (auch Eyczinger) als Besitzer auf, und im Jahre 1500 Oswald Schirmer. 1542 folgen die Freiherrn Hofmann, 1575 wird Gottfried von Scherfenberg als Besitzer genannt, 1576 bereits Daniel Strasser, genannt der "Reiche Strasser". Er war Bürgermeister und Ratsherr zu Steyr (Geschlecht Strasser von/in Steyr). Die Rettung der Stadt Steyr wurde maßgeblich durch Daniel Strasser ermöglicht, da er die Stadt nach einem verheerenden Brand aus seinem privaten Vermögen wieder aufbauen ließ. Durch Kaiser Ferdinand II. wurde er zum Dank mit der Herrschaft Gleiß belehnt. 1605 kaufte Nachfahre Wolfgang Strasser Edler von und zu Gleiß – „für sich und seine Erben“ – zusätzlich das Allhartsberger bzw. Gleißerische Landgericht vom Inhaber der Herrschaft Seisenegg, Johann von Greiffenberg.
Die Burg wird um das Jahr 1649 vom Kupferstecher Matthäus Merian abgebildet. Zu dieser Zeit sind die Geyer von Osterburg Besitzer. Die Besitzerin Anna Magdalena Geyer zu Osterburg war die Enkelin von Wolfgang Strasser von und zu Gleiß. Ihre sterblichen Überreste, sowie die ihrer Schwester Dorothea, verheiratete Khöberin finden sich noch heute in der Pfarrkirche von Opponitz, das ehedem zur Herrschaft Gleiß gehörte. Ein Epitaph der Edlen von und zu Gleiß wurde bei Ausgrabungen vor einigen Jahren gefunden und zum Andenken in Opponitz in die Kirchenwand eingelassen. Auf sie folgen von 1665 bis etwa 1700 die Montecuccoli. Bis 1913 sind dann die Grafen Orsini-Rosenberg Schlossherren, unterbrochen von 1718 bis 1760 durch die Freiherrn von Hoheneck. Im Jahre 1806 wurde die bis dahin gut erhaltene Burg im Zweiten Napoleonischen Krieg von den Franzosen niedergebrannt. Die Burg wurde daraufhin nicht wieder aufgebaut, und dem Verfall überlassen.
1913 kommt Rudolf Freiherr Drasche-Wartinberg († 28. September 1931) in Besitz der Ruine, und 1934 die Kärntner Montanindustrie GmbH.